# Charles de Kerchove de Denterghem
Pour les articles homonymes, voir Kerchove.
Le comte Charles de Kerchove de Denterghem (1819 - février 1882) est un ingénieur et homme politique belge liberal. 

## Biographie
Charles de Kerchove de Denterghem est le fils du bourgmestre de Gand Constant de Kerchove de Denterghem. Son fils Oswald fut gouverneur puis sénateur de la province de Hainaut.
Charles de Kerchove de Denterghem fut bourgmestre de Gand de 1857 à 1881, conseiller provincial de Flandre-Orientale, député et sénateur pour le parti libéral. Sous son maïorat, l'enseignement public s'est sensiblement étendu à Gand. Son gendre Hippolyte Lippens lui succéda.
En 1861, il encourage le développement de l'élevage de la nouvelle race bovine Sarlabot.
En 1875, il devint président de la Maatschappij voor Hofbouw- en Kruidtuinkunde et devint un soutien important pour les Floralies gantoises.
Une rue de Gand, la Charles de Kerchovelaan, porte son nom.